# Tygecyklina
Tygecyklina (łac. tigecyclinum) – organiczny związek chemiczny, pochodna tetracyklin, pierwszy antybiotyk z nowej grupy antybiotyków glicylocyklinowych.

## Mechanizm działania
Tygecyklina jest antybiotykiem bakteriostatycznym, którego mechanizm działania polega na hamowaniu procesu translacji w komórkach bakterii poprzez wiązanie się z podjednostką 30S rybosomu. Blokuje to przyłączanie aminoacylo-tRNA do miejsca A na rybosomie. Tym samym zahamowane zostaje wydłużanie łańcuchów polipeptydowych.
Mimo pokrewieństwa z tetracyklinami, na tygecyklinę nie działają dwa podstawowe mechanizmy oporności na tę grupę antybiotyków: ochrony rybosomu i pompy usuwającej lek z wnętrza komórki bakteryjnej. Nie wykazano również występowania oporności krzyżowej pomiędzy tygecykliną i innymi antybiotykami.

## Aktywność przeciwbakteryjna
Gatunki bakterii, wobec których wykazano skuteczność tygecykliny:
- Enterococcus spp.,
- Staphylococcus aureus (w tym MRSA[8]),
- Staphylococcus epidermidis,
- Staphylococcus haemolyticus,
- Streptococcus agalactiae,
- Streptococcus anginosus,
- Streptococcus intermedius,
- Streptococcus constellatus,
- Streptococcus pyogenes,
- paciorkowce grupy viridans,
- Citrobacter freundii,
- Citrobacter koseri,
- Enterobacter aerogenes,
- Enterobacter cloacae,
- Escherichia coli,
- Klebsiella oxytoca,
- Klebsiella pneumoniae,
- Serratia marcescens,
- Clostridium perfringens,
- Peptostreptococcus spp.,
- Prevotella spp.

Bakterie, wśród których często odnotowywano oporność nabytą:
- Acinetobacter baumannii,
- Bacteroides fragilis,
- Burkholderia cepacia,
- Morganella morganii,
- Providencia spp.,
- Proteus spp.,
- Stenotrophomonas maltophilia.

Oporność tych bakterii na tygecyklinę wiąże się głównie z nadekspresją wielolekowej nieswoistej pompy usuwającej antybiotyk z wnętrza komórki.

## Farmakokinetyka
Tygecyklina podawana jest wyłącznie dożylnie, tak więc wykazuje pełną biodostępność. 71–89% podanej dawki wiąże się z białkami osocza. Lek charakteryzuje się bardzo dobrą dystrybucją tkankową. Największe stężenia tygecykliny stwierdza się w szpiku kostnym, śliniankach, tarczycy, śledzionie i nerkach. Nie wiadomo, czy lek przenika przez barierę krew-mózg. Mniej niż 20% podanej dawki ulega przemianom metabolicznym w wątrobie. Głównymi metabolitami są: glukoronid, N-acetylowa pochodna oraz epimer.
Lek wydalany jest głównie z kałem, w większości w postaci niezmienionej. Okres półtrwania tygecykliny wynosi około 42 godzin.

## Wskazania
Tygecyklina wskazana jest w leczeniu powikłanych zakażeń szczepami wrażliwymi na działanie tego antybiotyku, przede wszystkim:
- powikłanych zakażeń skóry i tkanek miękkich,
- powikłanych zakażeń jamy brzusznej.

## Przeciwwskazania
- nadwrażliwość na tygecyklinę lub jakikolwiek inny składnik preparatu,
- nadwrażliwość na tetracykliny,
- ciąża,
- dzieci i młodzież do 18 roku życia,
- karmienie piersią (przeciwwskazanie względne).

## Ostrzeżenia specjalne
- Tygecyklina, ze względu na swoje pokrewieństwo z tetracyklinami, może powodować takie same działania uboczne. Również z tego powodu tygecykliny nie należy stosować u pacjentów, u których wystąpiły objawy nadwrażliwości na tetracykliny oraz u dzieci i młodzieży w okresie wzrostu i dojrzewania.
- Tygecyklina może prowokować występowanie groźnych dla życia reakcji anafilaktycznych lub rzekomoanafilaktycznych.
- Lek może wywoływać ostre zapalenie trzustki, które z reguły ustępuje po przerwaniu leczenia tygecykliną[13].
- Pacjenci z zastojem żółci, leczeni tygecykliną, powinni znajdować się pod baczną obserwacją, gdyż wydalanie z żółcią jest główną drogą eliminacji tygecykliny z organizmu.
- Należy kontrolować czas protrombinowy u chorych leczonych tygecykliną i preparatami przeciwzakrzepowymi.

## Interakcje
Tygecyklina zmniejsza klirens warfaryny, co może prowadzić do wydłużenia czasu protrombinowego. Stwierdzono również, że tygecyklina zmniejsza skuteczność doustnych leków antykoncepcyjnych.

## Działania niepożądane
Do najczęściej występujących objawów niepożądanych należą wymioty, nudności i biegunka, które odnotowano u około 20% wszystkich pacjentów. Rzadziej obserwowano:
- wtórne zakażenia bakteryjne (np. ropnie),
- wydłużenie czasu protrombinowego,
- zawroty głowy,
- zapalenie żył,
- objawy gastryczne, takie jak bóle brzucha, niestrawność,
- zwiększenie aktywności aminotransferaz, amylazy oraz wzrost stężenia azotu mocznikowego we krwi,
- skórne reakcje alergiczne,
- bóle głowy,

Do bardzo rzadkich objawów niepożądanych można zaliczyć:
- ciężkie, zagrażające życiu wtórne zakażenia (posocznica),
- wstrząs septyczny,
- małopłytkowość,
- reakcje anafilaktyczne lub rzekomoanafilaktyczne,
- ostre zapalenie trzustki,
- reakcje alergiczne w miejscu wstrzyknięcia leku,
- zakrzepowe zapalenie żył,

Poza wymienionymi objawami, tygecyklina, podobnie jak inne antybiotyki, może wywołać rzekomobłoniaste zapalenie jelita grubego.

## Preparaty
- Tygacil – Wyeth – proszek 50 mg do sporządzania infuzji.